# Мбугуа, Самуэль
Самуэ́ль Мбугу́а (англ. Samuel Mbugua; 1 января 1946, Найроби) — кенийский боксёр легчайшей и лёгкой весовых категорий, выступал за сборную Кении в конце 1960-х — начале 1970-х годов. Участник двух летних Олимпийских игр, бронзовый призёр Игр в Мюнхене.

## Биография
Самуэль Мбугуа родился 1 января 1946 года в городе Найроби. Первого успеха на ринге добился в 1968 году в легчайшем весе, когда благодаря череде удачных выступлений удостоился права защищать честь страны на летних Олимпийских играх 1968 года в Мехико. Дошёл здесь до четвертьфинала, после чего со счётом 0:5 проиграл советскому боксёру Валериану Соколову, который в итоге и стал олимпийским чемпионом.
В 1972 году Мбугуа прошёл квалификацию на Олимпийские игры в Мюнхен — сумел пробиться в полуфинал лёгкой весовой категории, где должен был драться с поляком Яном Щепаньским, однако из-за травмы отказался выходить на ринг и не участвовал в дальнейших состязаниях. Получив бронзовую олимпийскую медаль, принял решение завершить карьеру спортсмена и покинул сборную.